# Follow Me (film, 1989)
Pour les articles homonymes, voir Follow Me (homonymie).
Pour plus de détails, voir Fiche technique et Distribution.
Follow Me est un film allemand réalisé par Maria Knilli et sorti en 1989.

## Synopsis
Les pérégrinations européennes de l'ex-professeur de philosophie Pavel Navratil qui, durant les années consécutives au Printemps de Prague, vivra de petits boulots avant de se résoudre à regagner son pays.

## Fiche technique
- Titre : Follow Me
- Réalisation : Maria Knilli
- Scénario : Maria Knilli, Ulrich Weiß
- Musique : Marran Gosov
- Musiques additionnelles : Serge Gainsbourg (Je t'aime… moi non plus), Vladimir Vissotsky (Variariations sur un thème tzigane)
- Direction de la photographie : Klaus Eichhammer
- Son : Fritz Baumann
- Montage : Fritz Baumann, Maria Knilli
- Décors : Winfried Hennig, Lena Knilli
- Costumes : Grace Yoon, Ingrid Leibezeder
- Pays d'origine :  Allemagne de l'Ouest
- Langues de tournage : allemand, russe, tchèque
- Producteurs : Monika Aubele, Norbert Schneider, Chritina Undritz
- Sociétés de production : Bayerischer Rundfunk (Allemagne de l'Ouest), Alpha-Film Monika Aubele (Allemagne de l'Ouest), Allianz Film Produktion (Allemagne de l'Ouest)
- Société de distribution : Europolis Filmverleih & Vertriebs GmbH (Allemagne)
- Format : couleur par Agfacolor — 35 mm — 1.85:1 — son stéréophonique
- Genre : comédie dramatique
- Durée : 104 minutes
- Date de sortie : 9 juillet 1989 au Festival international du film de Moscou

## Distribution
- Pavel Landovský : le professeur Pavel Navratil
- Marina Vlady : Ljuba
- Katharina Thalbach : Judith
- Rudolf Wessely : Frisör
- Ulrich Reinthaller : Milos
- Hans Jakob : Geiger

## Distinction
- Festival international du film de Moscou 1989 : Maria Knilli nommée pour le Prix d'or.